# Lista siturilor arheologice din județul Botoșani - A
Lista siturilor arheologice din județul Botoșani - A conține toate siturile arheologice din județul Botoșani înscrise în Repertoriul Arheologic Național (RAN) și aflate în localități al căror nume începe cu litera A. RAN este administrat de Ministerul Culturii și Patrimoniului Național și cuprinde date științifice, cartografice, topografice, imagini și planuri, precum și orice alte informații privitoare la zonele cu potențial arheologic, studiate sau nu, încă existente sau dispărute.
Puteți căuta un sit din localitățile care încep cu litera A folosind formularul de mai jos sau puteți naviga prin toate siturile din județ la Lista siturilor arheologice din județul Botoșani.
| Cod RAN     | Denumire | Localitate                        | Adresă                        | Datare                                           | Descoperit                                      | Coordonate                                    | Imagine           | Erori            |
| ----------- | --- | --------------------------------- | ----------------------------- | ------------------------------------------------ | ----------------------------------------------- | --------------------------------------------- | ----------------- | ---------------- |
| 36140.01.01 | Situl arheologic de la Albești-Malul Mare / ansamblu anonim (Categorie: locuire civilă) (Tip: Așezare)                                      | sat Albești, comuna Albești       | Malu Mare                     | Cucuteni - A                                     | N. Zaharia 1955                                 | 47°42′01″N 27°04′10″E / 47.70019°N 27.06932°E | Încărcați imagine | Raportați eroare |
| 36140.01.02 | Situl arheologic de la Albești-Malul Mare / ansamblu anonim (Categorie: locuire civilă) (Tip: Așezare)                                      | sat Albești, comuna Albești       | Malu Mare                     |                                                  | N. Zaharia 1955                                 | 47°42′01″N 27°04′10″E / 47.70019°N 27.06932°E | Încărcați imagine | Raportați eroare |
| 36140.01.03 | Situl arheologic de la Albești-Malul Mare / ansamblu anonim (Categorie: locuire civilă) (Tip: Așezare)                                      | sat Albești, comuna Albești       | Malu Mare                     | sec. XIV - XV                                    | N. Zaharia 1955                                 | 47°42′01″N 27°04′10″E / 47.70019°N 27.06932°E | Încărcați imagine | Raportați eroare |
| 36140.01.04 | Situl arheologic de la Albești-Malul Mare / ansamblu anonim (Categorie: locuire civilă) (Tip: Așezare)                                      | sat Albești, comuna Albești       | Malu Mare                     | sec. XVII - XVIII                                | N. Zaharia 1955                                 | 47°42′01″N 27°04′10″E / 47.70019°N 27.06932°E | Încărcați imagine | Raportați eroare |
| 36140.01.05 | Situl arheologic de la Albești-Malul Mare / ansamblu anonim (Categorie: locuire civilă) (Tip: Așezare)                                      | sat Albești, comuna Albești       | Malu Mare                     |                                                  | N. Zaharia 1955                                 | 47°42′01″N 27°04′10″E / 47.70019°N 27.06932°E | Încărcați imagine | Raportați eroare |
| 36140.02.01 | Situl arheologic de la Albești-La pod / ansamblu anonim (Categorie: locuire civilă) (Tip: Așezare)                                          | sat Albești, comuna Albești       | La pod                        | Noua aprox. 1500/1400-1150 ani                   | A. Nițu, Z. Széhely 1951                        | 47°41′41″N 27°04′03″E / 47.69473°N 27.06739°E | Încărcați imagine | Raportați eroare |
| 36140.02.02 | Situl arheologic de la Albești-La pod / ansamblu anonim (Categorie: locuire civilă) (Tip: Așezare)                                          | sat Albești, comuna Albești       | La pod                        |                                                  | A. Nițu, Z. Széhely 1951                        | 47°41′41″N 27°04′03″E / 47.69473°N 27.06739°E | Încărcați imagine | Raportați eroare |
| 36140.02.04 | Situl arheologic de la Albești-La pod / ansamblu anonim (Categorie: locuire civilă) (Tip: Așezare)                                          | sat Albești, comuna Albești       | La pod                        | sec. XIV - XVI                                   | A. Nițu, Z. Széhely 1951                        | 47°41′41″N 27°04′03″E / 47.69473°N 27.06739°E | Încărcați imagine | Raportați eroare |
| 36140.02.05 | Situl arheologic de la Albești-La pod / ansamblu anonim (Categorie: locuire civilă) (Tip: Așezare)                                          | sat Albești, comuna Albești       | La pod                        | sec. XVII - XVII                                 | A. Nițu, Z. Széhely 1951                        | 47°41′41″N 27°04′03″E / 47.69473°N 27.06739°E | Încărcați imagine | Raportați eroare |
| 36140.02.03 | Situl arheologic de la Albești-La pod / ansamblu anonim (Categorie: locuire civilă) (Tip: Așezare)                                          | sat Albești, comuna Albești       | La pod                        | Sântana de Mureș - Cerneahov sec. IV - V         | A. Nițu, Z. Széhely 1951                        | 47°41′41″N 27°04′03″E / 47.69473°N 27.06739°E | Încărcați imagine | Raportați eroare |
| 36239.01.01 | Așezarea de secol IV de la Aurel Vlaicu-Secția SMA / ansamblu anonim (Categorie: locuire civilă) (Tip: Așezare)                             | sat Aurel Vlaicu, comuna Avrămeni | Secția SMA                    | Sântana de Mureș - Cerneahov sec. IV - V         | prof. I. Melniciuc 1983                         | 48°00′19″N 26°54′41″E / 48.00532°N 26.91136°E | Încărcați imagine | Raportați eroare |
| 36211.01.01 | Situl arheologic de la Avrămeni-Loturile Mici (Siliștea) / ansamblu anonim (Categorie: locuire civilă) (Tip: Așezare)                       | sat Avrămeni, comuna Avrămeni     | Loturile Mici (Siliștea)      | Sântana de Mureș - Cerneahov sec. IV - V         | A. Păunescu, P. Șadurschi, V. Chirica 1974      | 48°01′24″N 26°56′56″E / 48.02339°N 26.949°E   | Încărcați imagine | Raportați eroare |
| 36211.01.02 | Situl arheologic de la Avrămeni-Loturile Mici (Siliștea) / ansamblu anonim (Categorie: locuire civilă) (Tip: Așezare)                       | sat Avrămeni, comuna Avrămeni     | Loturile Mici (Siliștea)      | sec. XVII - XVIII                                | A. Păunescu, P. Șadurschi, V. Chirica 1974      | 48°01′24″N 26°56′56″E / 48.02339°N 26.949°E   | Încărcați imagine | Raportați eroare |
| 36211.02.01 | Așezarea din epoca migrațiilor de la Avrămeni-La Grădină / ansamblu anonim (Categorie: locuire civilă) (Tip: Așezare)                       | sat Avrămeni, comuna Avrămeni     | La Grădină                    | Sântana de Mureș - Cerneahov sec. IV - V         | C. Munteanu și prof. I. Nichilciuc 1978         | 48°01′36″N 26°58′03″E / 48.02666°N 26.9676°E  | Încărcați imagine | Raportați eroare |
| 36827.01.01 | Situl arheologic de la Avram Iancu-Valea Volovățului / ansamblu anonim (Categorie: locuire civilă) (Tip: Așezare)                           | sat Avram Iancu, comuna Coțușca   | Valea Volovățului             | Horodiștea-Gordinești aprox.3.500-2.500 ani      | M. Babeș și A. Crâșmaru 1967                    | 48°04′06″N 26°53′29″E / 48.06826°N 26.89133°E | Încărcați imagine | Raportați eroare |
| 36827.01.02 | Situl arheologic de la Avram Iancu-Valea Volovățului / ansamblu anonim (Categorie: locuire civilă) (Tip: Așezare)                           | sat Avram Iancu, comuna Coțușca   | Valea Volovățului             | Noua aprox. 1500/1400-1150 ani                   | M. Babeș și A. Crâșmaru 1967                    | 48°04′06″N 26°53′29″E / 48.06826°N 26.89133°E | Încărcați imagine | Raportați eroare |
| 36827.01.03 | Situl arheologic de la Avram Iancu-Valea Volovățului / ansamblu anonim (Categorie: locuire civilă) (Tip: Așezare)                           | sat Avram Iancu, comuna Coțușca   | Valea Volovățului             | Sântana de Mureș - Cerneahov sec. IV - V         | M. Babeș și A. Crâșmaru 1967                    | 48°04′06″N 26°53′29″E / 48.06826°N 26.89133°E | Încărcați imagine | Raportați eroare |
| 36140.06.01 | Situl arheologic de la Albești-La Plop / ansamblu anonim (Categorie: locuire) (Tip: Așezare)                                                | sat Albești, comuna Albești       | La Plop                       |                                                  | A. Păunescu, P. Șadurschi, V. Chirica. 1982     | 47°42′54″N 27°03′58″E / 47.71508°N 27.0661°E  | Încărcați imagine | Raportați eroare |
| 36140.06.02 | Situl arheologic de la Albești-La Plop / ansamblu anonim (Categorie: locuire) (Tip: așezare)                                                | sat Albești, comuna Albești       | La Plop                       |                                                  | A. Păunescu, P. Șadurschi, V. Chirica. 1982     | 47°42′54″N 27°03′58″E / 47.71508°N 27.0661°E  | Încărcați imagine | Raportați eroare |
| 36140.04.01 | Situl arheologic de la Albești-Cotul lui Nagâț / ansamblu anonim (Categorie: locuire civilă) (Tip: Așezare)                                 | sat Albești, comuna Albești       | Cotul lui Nagâț               | Cucuteni - A                                     | N. Zaharia 1955                                 | 47°42′21″N 27°03′48″E / 47.70575°N 27.06335°E | Încărcați imagine | Raportați eroare |
| 36140.04.02 | Situl arheologic de la Albești-Cotul lui Nagâț / ansamblu anonim (Categorie: locuire civilă) (Tip: Așezare)                                 | sat Albești, comuna Albești       | Cotul lui Nagâț               |                                                  | N. Zaharia 1955                                 | 47°42′21″N 27°03′48″E / 47.70575°N 27.06335°E | Încărcați imagine | Raportați eroare |
| 36140.05.01 | Necropola sarmatică de la Albești-La Bloc / ansamblu anonim (Categorie: descoperire funerară) (Tip: Necropolă)                              | sat Albești, comuna Albești       | La Bloc                       | sarmatică sec. III                               | prof. M. Amarandei 1981                         | 47°41′30″N 27°04′22″E / 47.6918°N 27.07268°E  | Încărcați imagine | Raportați eroare |
| 36140.03.02 | Situl arheologic de la Albești - Gârlele Morii / ansamblu anonim (Categorie: locuire civilă) (Tip: Așezare)                                 | sat Albești, comuna Albești       | Gârlele Morii                 | Corlăteni - Chișinău aprox. 1.200-800 ani        | A. Nițu, Z. Székely 1951                        | 47°41′20″N 27°03′44″E / 47.68893°N 27.06213°E | Încărcați imagine | Raportați eroare |
| 36140.03.03 | Situl arheologic de la Albești - Gârlele Morii / ansamblu anonim (Categorie: locuire civilă) (Tip: Așezare)                                 | sat Albești, comuna Albești       | Gârlele Morii                 | getică aprox. 450-300 ani                        | A. Nițu, Z. Székely 1951                        | 47°41′20″N 27°03′44″E / 47.68893°N 27.06213°E | Încărcați imagine | Raportați eroare |
| 36140.03.04 | Situl arheologic de la Albești - Gârlele Morii / ansamblu anonim (Categorie: locuire civilă) (Tip: Așezare)                                 | sat Albești, comuna Albești       | Gârlele Morii                 | Sântana de Mureș - Cerneahov sec. IV - V         | A. Nițu, Z. Székely 1951                        | 47°41′20″N 27°03′44″E / 47.68893°N 27.06213°E | Încărcați imagine | Raportați eroare |
| 36140.03.01 | Situl arheologic de la Albești - Gârlele Morii / ansamblu anonim (Categorie: locuire civilă) (Tip: Așezare)                                 | sat Albești, comuna Albești       | Gârlele Morii                 | Noua aprox. 1500/1400-1150 ani                   | A. Nițu, Z. Székely 1951                        | 47°41′20″N 27°03′44″E / 47.68893°N 27.06213°E | Încărcați imagine | Raportați eroare |
| 36220.01.01 | Așezarea Cucuteni de la Adășeni - Iazul Nou / ansamblu anonim (Categorie: locuire civilă) (Tip: Așezare)                                    | sat Adășeni, comuna Adășeni       | Iazul Nou                     | Cucuteni aprox. 4.500- 3.500 ani                 | I. Melniciuc și D. Avasilcăi 1983               | 48°03′01″N 26°55′34″E / 48.05038°N 26.92617°E | Încărcați imagine | Raportați eroare |
| 36220.02.01 | Necropola medievală de la Adășeni-SMA / ansamblu anonim (Categorie: descoperire funerară) (Tip: Necropolă)                                  | sat Adășeni, comuna Adășeni       | SMA-Adășeni                   |                                                  | D. Avasilcăi și Emil Buțcu 1977                 | 48°04′40″N 26°56′05″E / 48.07774°N 26.93485°E | Încărcați imagine | Raportați eroare |
| 36220.03.01 | Situl arheologic de la Adășeni-Gâtul Lupului / ansamblu anonim (Categorie: locuire civilă) (Tip: Așezare)                                   | sat Adășeni, comuna Adășeni       | Gâtul Lupului                 | Cucuteni - B                                     | Gh. Herghelegiu 1983                            | 48°05′03″N 26°55′43″E / 48.08414°N 26.92869°E | Încărcați imagine | Raportați eroare |
| 36220.03.02 | Situl arheologic de la Adășeni-Gâtul Lupului / ansamblu anonim (Categorie: locuire civilă) (Tip: Așezare)                                   | sat Adășeni, comuna Adășeni       | Gâtul Lupului                 | Noua aprox. 1500/1400-1150 ani                   | Gh. Herghelegiu 1983                            | 48°05′03″N 26°55′43″E / 48.08414°N 26.92869°E | Încărcați imagine | Raportați eroare |
| 36220.03.03 | Situl arheologic de la Adășeni-Gâtul Lupului / ansamblu anonim (Categorie: locuire civilă) (Tip: Așezare)                                   | sat Adășeni, comuna Adășeni       | Gâtul Lupului                 |                                                  | Gh. Herghelegiu 1983                            | 48°05′03″N 26°55′43″E / 48.08414°N 26.92869°E | Încărcați imagine | Raportați eroare |
| 36220.03.04 | Situl arheologic de la Adășeni-Gâtul Lupului / ansamblu anonim (Categorie: locuire civilă) (Tip: Așezare)                                   | sat Adășeni, comuna Adășeni       | Gâtul Lupului                 |                                                  | Gh. Herghelegiu 1983                            | 48°05′03″N 26°55′43″E / 48.08414°N 26.92869°E | Încărcați imagine | Raportați eroare |
| 36220.03.05 | Situl arheologic de la Adășeni-Gâtul Lupului / ansamblu anonim (Categorie: locuire civilă) (Tip: Așezare)                                   | sat Adășeni, comuna Adășeni       | Gâtul Lupului                 | dacilor liberi sec. II-III                       | Gh. Herghelegiu 1983                            | 48°05′03″N 26°55′43″E / 48.08414°N 26.92869°E | Încărcați imagine | Raportați eroare |
| 36220.04.01 | Situl arheologic de la Adășeni-La Standolă / ansamblu anonim (Categorie: locuire civilă) (Tip: Așezare)                                     | sat Adășeni, comuna Adășeni       | La Stadolă                    | Cucuteni aprox. 4.500- 3.500 ani                 | A. Păunescu, P. Șadurschi, V. Chirica 1983      | 48°04′28″N 26°57′35″E / 48.07441°N 26.95973°E | Încărcați imagine | Raportați eroare |
| 36220.04.02 | Situl arheologic de la Adășeni-La Standolă / ansamblu anonim (Categorie: locuire civilă) (Tip: Așezare)                                     | sat Adășeni, comuna Adășeni       | La Stadolă                    |                                                  | A. Păunescu, P. Șadurschi, V. Chirica 1983      | 48°04′28″N 26°57′35″E / 48.07441°N 26.95973°E | Încărcați imagine | Raportați eroare |
| 36220.04.03 | Situl arheologic de la Adășeni-La Standolă / ansamblu anonim (Categorie: locuire civilă) (Tip: Așezare)                                     | sat Adășeni, comuna Adășeni       | La Stadolă                    | Sântana de Mureș - Cerneahov sec. IV - V         | A. Păunescu, P. Șadurschi, V. Chirica 1983      | 48°04′28″N 26°57′35″E / 48.07441°N 26.95973°E | Încărcați imagine | Raportați eroare |
| 36220.04.04 | Situl arheologic de la Adășeni-La Standolă / ansamblu anonim (Categorie: locuire civilă) (Tip: Așezare)                                     | sat Adășeni, comuna Adășeni       | La Stadolă                    |                                                  | A. Păunescu, P. Șadurschi, V. Chirica 1983      | 48°04′28″N 26°57′35″E / 48.07441°N 26.95973°E | Încărcați imagine | Raportați eroare |
| 36211.03.01 | Așezarea din epoca migrațiilor de la Avrămeni-Sectorul zootehnic / ansamblu anonim (Categorie: descoperire funerară) (Tip: Necropolă plană) | sat Avrămeni, comuna Avrămeni     | Sectorul zootehnic            | Sântana de Mureș - Cerneahov (?)                 | prof. C. Munteanu și prof. M. Pânzaru 1977      | 48°01′37″N 26°57′23″E / 48.0269°N 26.9564°E   | Încărcați imagine | Raportați eroare |
| 36239.02.01 | Așezarea Cucuteni de la Aurel Vlaicu-Sub Coasta Avrămenilor / ansamblu anonim (Categorie: locuire civilă) (Tip: Așezare)                    | sat Aurel Vlaicu, comuna Avrămeni | Sub Coasta Avrămenilor        | Cucuteni aprox. 4.500- 3.500 ani                 | A. Păunescu, P. Șadurschi, V. Chirica 1973      | 48°00′09″N 26°55′11″E / 48.00256°N 26.91961°E | Încărcați imagine | Raportați eroare |
| 36239.02.02 | Așezarea Cucuteni de la Aurel Vlaicu-Sub Coasta Avrămenilor / ansamblu anonim (Categorie: locuire civilă) (Tip: Așezare)                    | sat Aurel Vlaicu, comuna Avrămeni | Sub Coasta Avrămenilor        |                                                  | A. Păunescu, P. Șadurschi, V. Chirica 1973      | 48°00′09″N 26°55′11″E / 48.00256°N 26.91961°E | Încărcați imagine | Raportați eroare |
| 36239.03.01 | Așezarea Cucuteni de la Aurel Vlaicu-Fântâna Iftodoaiei / ansamblu anonim (Categorie: locuire civilă) (Tip: Așezare)                        | sat Aurel Vlaicu, comuna Avrămeni | Fântâna Iftodoaiei            | Cucuteni aprox. 4.500- 3.500 ani                 | prof. I. Melniciuc 1983                         | 48°00′39″N 26°54′08″E / 48.01082°N 26.90223°E | Încărcați imagine | Raportați eroare |
| 36211.04.01 | Așezarea Cucuteni de la Avrămeni - Dealul Șoric / ansamblu anonim (Categorie: locuire civilă) (Tip: Așezare)                                | sat Avrămeni, comuna Avrămeni     | Dealul Șoric                  | Cucuteni - B                                     | Stelică Răduțac 1983                            | 48°00′46″N 26°56′02″E / 48.01283°N 26.93397°E | Încărcați imagine | Raportați eroare |
| 36211.05.01 | Movila funerară Avrămeni-Est / ansamblu anonim (Categorie: descoperire funerară) (Tip: Tumul)                                               | sat Avrămeni, comuna Avrămeni     | Movila Avrămeni-Est           |                                                  | 1974                                            | 48°00′43″N 26°57′48″E / 48.01208°N 26.96325°E | Încărcați imagine | Raportați eroare |
| 36827.02.01 | Așezarea din epoca migrațiilor de la Avram Iancu-Livada Petrescu / ansamblu anonim (Categorie: locuire civilă) (Tip: Așezare)               | sat Avram Iancu, comuna Coțușca   | Livada Petrescu               | Sântana de Mureș - Cerneahov sec. IV - V         | Babeș și A. Crâșmaru 1967                       | 48°04′15″N 26°52′15″E / 48.07072°N 26.87084°E | Încărcați imagine | Raportați eroare |
| 36827.03.01 | Situl arheologic de la Avram Iancu-Vulpărie / ansamblu anonim (Categorie: locuire civilă) (Tip: Așezare)                                    | sat Avram Iancu, comuna Coțușca   | Vulpărie                      | Horodiștea-Gordinești aprox.3.500-2.500 ani      | prof. Alexandru Niculescu 1975                  | 48°03′46″N 26°53′55″E / 48.06287°N 26.8987°E  | Încărcați imagine | Raportați eroare |
| 36827.03.02 | Situl arheologic de la Avram Iancu-Vulpărie / ansamblu anonim (Categorie: locuire civilă) (Tip: Așezare)                                    | sat Avram Iancu, comuna Coțușca   | Vulpărie                      | Noua aprox. 1500/1400-1150 ani                   | prof. Alexandru Niculescu 1975                  | 48°03′46″N 26°53′55″E / 48.06287°N 26.8987°E  | Încărcați imagine | Raportați eroare |
| 36827.03.03 | Situl arheologic de la Avram Iancu-Vulpărie / ansamblu anonim (Categorie: locuire civilă) (Tip: Așezare)                                    | sat Avram Iancu, comuna Coțușca   | Vulpărie                      | Sântana de Mureș - Cerneahov sec. IV - V         | prof. Alexandru Niculescu 1975                  | 48°03′46″N 26°53′55″E / 48.06287°N 26.8987°E  | Încărcați imagine | Raportați eroare |
| 35777.01.01 | Așezarea medievală de la Agafton-Pârâul Băiceanului / ansamblu anonim (Categorie: locuire civilă) (Tip: Așezare)                            | sat Agafton, comuna Curtești      | Pârâul Băiceanului            |                                                  | A. Păunescu, P. Șadurschi, V. Chirica 1974      | 47°42′49″N 26°35′51″E / 47.71356°N 26.59737°E | Încărcați imagine | Raportați eroare |
| 36220.09.01 | Movila la Adășeni-La Țarină I / ansamblu anonim (Categorie: descoperire funerară) (Tip: Tumul)                                              | sat Adășeni, comuna Adășeni       | La Țarină I                   |                                                  | A. Păunescu, P. Șadurschi, V. Chirica 1973      | 48°03′14″N 26°56′29″E / 48.054°N 26.9415°E    | Încărcați imagine | Raportați eroare |
| 36220.08.01 | Movila Adășeni de la Adășeni / ansamblu anonim (Categorie: descoperire funerară) (Tip: Tumul)                                               | sat Adășeni, comuna Adășeni       | Movila Adășeni                |                                                  | A. Păunescu, P. Șadurschi 1983                  | 48°03′14″N 26°56′29″E / 48.05398°N 26.94147°E | Încărcați imagine | Raportați eroare |
| 36220.11.01 | Movilă la Adășeni-Dealul Ponori / ansamblu anonim (Categorie: descoperire funerară) (Tip: Tumul)                                            | sat Adășeni, comuna Adășeni       | Dealul Ponori                 |                                                  | A. Păunescu, P. Șadurschi, V. Chirica 1973      | 48°04′30″N 26°58′13″E / 48.07504°N 26.97031°E | Încărcați imagine | Raportați eroare |
| 36211.11.01 | Movilă la Avrămeni-Dealul Șoric II / ansamblu anonim (Categorie: descoperire funerară) (Tip: Tumul)                                         | sat Avrămeni, comuna Avrămeni     | Dealul Șoric II               |                                                  | A. Păunescu, P. Șadurschi, V. Chirica 1974      | 48°01′17″N 26°55′37″E / 48.02127°N 26.92693°E | Încărcați imagine | Raportați eroare |
| 36211.09.01 | Movila Făgădău de la Avrămeni / ansamblu anonim (Categorie: descoperire funerară) (Tip: Tumul)                                              | sat Avrămeni, comuna Avrămeni     | Movila Făgădău                |                                                  | 1942                                            |                                               | Încărcați imagine | Raportați eroare |
| 36211.08.01 | Movilă funerară la Avrămeni-Fața satului / ansamblu anonim (Categorie: descoperire funerară) (Tip: Tumul)                                   | sat Avrămeni, comuna Avrămeni     | Fața satului                  |                                                  | A. Păunescu, P. Șadurschi, V. Chirica 1974      | 47°59′58″N 26°56′38″E / 47.99956°N 26.94391°E | Încărcați imagine | Raportați eroare |
| 36211.07.01 | Movilă funerară la Avrămeni-Sectorul Zootehnic II / ansamblu anonim (Categorie: descoperire funerară) (Tip: Tumul)                          | sat Avrămeni, comuna Avrămeni     | Sectorul Zootehnic II         |                                                  | A. Păunescu, P. Șadurschi 1983                  | 48°01′41″N 26°57′14″E / 48.02814°N 26.95386°E | Încărcați imagine | Raportați eroare |
| 36211.06.01 | Movilă funerară la Avrămeni-Sectorul Zootehnic I / ansamblu anonim (Categorie: descoperire funerară) (Tip: Tumul)                           | sat Avrămeni, comuna Avrămeni     | Sectorul Zootehnic I          |                                                  | A. Păunescu, P. Șadurschi, V. Chirica 1974      | 48°01′37″N 26°57′10″E / 48.02683°N 26.95273°E | Încărcați imagine | Raportați eroare |
| 36239.04.01 | Movilă funerară la Aurel Vlaicu-La Ostafe / ansamblu anonim (Categorie: descoperire funerară) (Tip: Tumul)                                  | sat Aurel Vlaicu, comuna Avrămeni | La Ostafe                     |                                                  | A. Păunescu, P. Șadurschi, V. Chirica 1974      | 47°59′56″N 26°53′44″E / 47.99889°N 26.89566°E | Încărcați imagine | Raportați eroare |
| 37413.01.01 | Movila Cadri I de la Arborea / ansamblu anonim (Categorie: descoperire funerară) (Tip: Tumul)                                               | sat Arborea, comuna George Enescu | Movila Cadri I                |                                                  | A. Păunescu, P. Șadurschi, V. Chirica 1974-1975 | 48°02′34″N 26°31′50″E / 48.04271°N 26.5306°E  | Încărcați imagine | Raportați eroare |
| 37413.02.01 | Movila Cadri II de la Arborea / ansamblu anonim (Categorie: descoperire funerară) (Tip: Tumul)                                              | sat Arborea, comuna George Enescu | Movila Cadri II               |                                                  | A. Păunescu, P. Șadurschi, V. Chirica 1974-1975 | 48°02′38″N 26°31′42″E / 48.0439°N 26.52843°E  | Încărcați imagine | Raportați eroare |
| 36140.07.01 | Movila Turcului de la Albești / ansamblu anonim (Categorie: descoperire funerară) (Tip: Movilă)                                             | sat Albești, comuna Albești       | Movila Turcului               |                                                  | 1870                                            | 47°43′51″N 27°05′01″E / 47.73083°N 27.08366°E | Încărcați imagine | Raportați eroare |
| 36140.14.01 | Movila la Albești-Iazul lui Morțun / ansamblu anonim (Categorie: descoperire funerară) (Tip: Tumul)                                         | sat Albești, comuna Albești       | Iazul lui Morțun              |                                                  | O. L. Șovan 2009                                | 47°42′03″N 27°04′50″E / 47.70081°N 27.08068°E | Încărcați imagine | Raportați eroare |
| 36140.10.01 | Movilă la Albești-La Velniță / ansamblu anonim (Categorie: descoperire funerară) (Tip: Tumul)                                               | sat Albești, comuna Albești       | La Velniță                    |                                                  | O. L. Șovan 2009                                | 47°43′09″N 27°04′28″E / 47.71903°N 27.07441°E | Încărcați imagine | Raportați eroare |
| 36140.11.01 | Movilă la Albești-La Răchită / ansamblu anonim (Categorie: descoperire funerară) (Tip: Tumul)                                               | sat Albești, comuna Albești       | La Răchită                    |                                                  | O. L. Șovan 2009                                | 47°43′24″N 27°05′16″E / 47.72329°N 27.08779°E | Încărcați imagine | Raportați eroare |
| 36140.12.01 | Movila de la Albești-Hârtopul Mic / ansamblu anonim (Categorie: descoperire funerară) (Tip: Tumul)                                          | sat Albești, comuna Albești       | Hârtopul Mic                  |                                                  | O. L. Șovan 2009                                | 47°42′41″N 27°02′02″E / 47.71144°N 27.03393°E | Încărcați imagine | Raportați eroare |
| 36140.13.01 | Movilă la Albești-La Dumbravă / ansamblu anonim (Categorie: descoperire funerară) (Tip: Tumul)                                              | sat Albești, comuna Albești       | La Dumbravă                   |                                                  | O. L. Șovan 2009                                | 47°42′24″N 27°06′03″E / 47.70667°N 27.10089°E | Încărcați imagine | Raportați eroare |
| 36140.17.01 | Movilă la Albești - Șesul Jijiei / ansamblu anonim (Categorie: descoperire funerară) (Tip: Tumul)                                           | sat Albești, comuna Albești       | Șesul Jijiei                  |                                                  | O. L. Șovan 2009                                | 47°42′18″N 27°03′11″E / 47.7051°N 27.05312°E  | Încărcați imagine | Raportați eroare |
| 36140.16.01 | Movila la Albești-La Holm / ansamblu anonim (Categorie: descoperire funerară) (Tip: Movilă)                                                 | sat Albești, comuna Albești       | La Holm                       |                                                  | O. L. Șovan 2009                                | 47°41′28″N 27°05′30″E / 47.69115°N 27.0917°E  | Încărcați imagine | Raportați eroare |
| 36140.15.01 | Movila la Albești-Malu Mare / ansamblu anonim (Categorie: descoperire funerară) (Tip: Tumul)                                                | sat Albești, comuna Albești       | Malu Mare                     |                                                  | O. L. Șovan 2009                                | 47°42′18″N 27°04′06″E / 47.70512°N 27.06844°E | Încărcați imagine | Raportați eroare |
| 36220.07.01 | Movilă la Adășeni-Lanu Morii / ansamblu anonim (Categorie: descoperire funerară) (Tip: Tumul)                                               | sat Adășeni, comuna Adășeni       | Lanul Morii                   |                                                  | A. Păunescu, P. Șadurschi, V. Chirica 1973-1974 | 48°04′26″N 26°55′32″E / 48.07394°N 26.92551°E | Încărcați imagine | Raportați eroare |
| 36220.10.01 | Movilă la Adășeni-La Țarină II / ansamblu anonim (Categorie: descoperire funerară) (Tip: Tumul)                                             | sat Adășeni, comuna Adășeni       | La Țarină II                  |                                                  | A. Păunescu, P. Șadurschi, V. Chirica 1973      | 48°02′52″N 26°56′51″E / 48.04778°N 26.94738°E | Încărcați imagine | Raportați eroare |
| 36220.06.01 | Movila Bod de la Adășeni / ansamblu anonim (Categorie: descoperire funerară) (Tip: Tumul)                                                   | sat Adășeni, comuna Adășeni       | Movila Bod                    |                                                  | A. Păunescu, P. Șadurschi 1973-1974             | 48°04′39″N 26°55′22″E / 48.07751°N 26.92285°E | Încărcați imagine | Raportați eroare |
| 36220.05.01 | Movilă la Adășeni-Izlazul Pescăria Veche / ansamblu anonim (Categorie: descoperire funerară) (Tip: Tumul)                                   | sat Adășeni, comuna Adășeni       | Izlazul Pescăria Veche        |                                                  | A. Păunescu, P. Șadurschi 1983                  | 48°04′00″N 26°54′30″E / 48.06668°N 26.90826°E | Încărcați imagine | Raportați eroare |
| 36239.05.01 | Așezarea paleolitică la Aurel Vlaicu-Iazul de pe Valea Bodesei / ansamblu anonim (Categorie: locuire) (Tip: așezare)                        | sat Aurel Vlaicu, comuna Avrămeni | Iazul de pe Valea Bodesei     | Musterian aprox. 65.000-38.000/40.000-35.000 ani | prof. I. Melniciuc 1983                         | 48°00′58″N 26°54′06″E / 48.01609°N 26.90173°E | Încărcați imagine | Raportați eroare |
| 36211.10    | Movilă la Avrămeni-Dealul Șoric I / ansamblu anonim (Categorie: descoperire funerară) (Tip: Tumul)                                          | sat Avrămeni, comuna Avrămeni     | Dealul Șoric I                |                                                  | A. Păunescu, P. Șadurschi, V. Chirica           | 48°01′04″N 26°55′47″E / 48.01776°N 26.92977°E | Încărcați imagine | Raportați eroare |
| 36827.04.01 | Movila Ștevan cel Mare de la Avram Iancu / ansamblu anonim (Categorie: descoperire funerară) (Tip: Tumul)                                   | sat Avram Iancu, comuna Coțușca   | Movila Ștevan cel Mare        |                                                  | A. Păunescu, P. Șadurschi, V. Chirica 1974      | 48°03′42″N 26°52′32″E / 48.06167°N 26.87546°E | Încărcați imagine | Raportați eroare |
| 36827.07.01 | Movilă la Avram Iancu-Dealul Avram Iancu II / ansamblu anonim (Categorie: descoperire funerară) (Tip: Tumul)                                | sat Avram Iancu, comuna Coțușca   | Dealul Avram Iancu II         |                                                  | A. Păunescu, P. Șadurschi, V. Chirica 1973-1974 | 48°04′24″N 26°51′23″E / 48.07341°N 26.85629°E | Încărcați imagine | Raportați eroare |
| 36827.06.01 | Movilă la Avram Iancu-Dealul Avram Iancu I / ansamblu anonim (Categorie: descoperire funerară) (Tip: Tumul)                                 | sat Avram Iancu, comuna Coțușca   | Dealul Avram Iancu I          |                                                  | A. Păunescu, P. Șadurschi, V. Chirica 1973-1974 | 48°04′20″N 26°51′30″E / 48.07222°N 26.8584°E  | Încărcați imagine | Raportați eroare |
| 36140.09.01 | Necropola medievală de la Albești-Pe Toloacă / ansamblu anonim (Categorie: descoperire funerară) (Tip: necropola)                           | sat Albești, comuna Albești       | Pe Toloacă                    |                                                  | I. Nestor și colab. 1952                        | 47°42′31″N 27°04′16″E / 47.70863°N 27.0711°E  | Încărcați imagine | Raportați eroare |
| 36140.08.01 | Movila Albești Est / ansamblu anonim (Categorie: descoperire funerară) (Tip: Tumul)                                                         | sat Albești, comuna Albești       | Movila Albești Est            |                                                  | 1973                                            | 47°41′34″N 24°07′38″E / 47.6929°N 24.12723°E  | Încărcați imagine | Raportați eroare |
| 35777.03.01 | Movila Crivăț de la Agafton / ansamblu anonim (Categorie: descoperire funerară) (Tip: Movilă)                                               | sat Agafton, comuna Curtești      | Movila Crivăț                 |                                                  | O.L. Șovan 2009                                 | 47°41′41″N 26°35′54″E / 47.69463°N 26.59837°E | Încărcați imagine | Raportați eroare |
| 37413.03.01 | Movila Cadri III de la Arborea / ansamblu anonim (Categorie: descoperire funerară) (Tip: movilă)                                            | sat Arborea, comuna George Enescu | Movila Cadri III              |                                                  | A. Păunescu, P. Șadurschi, V. Chirica 1974-1975 | 48°02′50″N 26°31′22″E / 48.04733°N 26.52284°E | Încărcați imagine | Raportați eroare |
| 37413.04.01 | Movila Cadri IV de la Arborea / ansamblu anonim (Categorie: descoperire funerară) (Tip: movilă)                                             | sat Arborea, comuna George Enescu | Movila Cadri IV               |                                                  | O. L. Șovan 2009                                | 48°03′02″N 26°31′47″E / 48.05058°N 26.52967°E | Încărcați imagine | Raportați eroare |
| 37413.05.01 | Movila Cadri V de la Arborea / ansamblu anonim (Categorie: descoperire funerară) (Tip: Movilă)                                              | sat Arborea, comuna George Enescu | Movila Cadri V                |                                                  | prof. I. Ignat 2010                             | 48°02′50″N 26°31′34″E / 48.04711°N 26.52607°E | Încărcați imagine | Raportați eroare |
| 37413.06.01 | Movila Cadri VI de la Arborea / ansamblu anonim (Categorie: descoperire funerară) (Tip: Movilă)                                             | sat Arborea, comuna George Enescu | Movila Cadri VI de la Arborea |                                                  | prof. I. Ignat 2010                             | 48°02′52″N 26°31′30″E / 48.04773°N 26.525°E   | Încărcați imagine | Raportați eroare |
| 37413.07.01 | Movila La Clin de la Arborea / ansamblu anonim (Categorie: descoperire funerară) (Tip: movilă)                                              | sat Arborea, comuna George Enescu | Movila La Clin                |                                                  | O. L. Șovan 2009                                | 48°03′00″N 26°29′36″E / 48.04998°N 26.49333°E | Încărcați imagine | Raportați eroare |
| 36827.05.01 | Așezarea din epoca migrațiilor de la Avram Iancu-Dealul Baba Ileana / ansamblu anonim (Categorie: locuire) (Tip: așezare)                   | sat Avram Iancu, comuna Coțușca   | Dealul Baba Ileana            | Sântana de Mureș - Cerneahov sec. IV-V           | M. Babeș și A. Crâșmaru 1967                    | 48°03′13″N 26°51′15″E / 48.0536°N 26.85407°E  | Încărcați imagine | Raportați eroare |
| 36827.08    | Movilă la Avram Iancu-Dealul Baba Ileana (Categorie: descoperire funerară) (Tip: tumul)                                                     | sat Avram Iancu, comuna Coțușca   | Dealul Baba Ileana            |                                                  | A. Păunescu, P. Șadurschi, V. Chirica 1974      | 48°03′28″N 26°53′03″E / 48.0577°N 26.88412°E  | Încărcați imagine | Raportați eroare |
| 37413.08.01 | Situl arheologic de la Arborea - Mălăiște / ansamblu anonim (Categorie: locuire) (Tip: așezare)                                             | sat Arborea, comuna George Enescu | Mălăiște                      | Musterian aprox. 65.000-38.000/40.000-35.000 ani | prof. Ioan Ignat 2010                           | 48°03′07″N 26°32′12″E / 48.05196°N 26.53656°E | Încărcați imagine | Raportați eroare |
| 37413.08.02 | Situl arheologic de la Arborea - Mălăiște / ansamblu anonim (Categorie: locuire) (Tip: așezare)                                             | sat Arborea, comuna George Enescu | Mălăiște                      | Cucuteni aprox. 4.500- 3.500 ani                 | prof. Ioan Ignat 2010                           | 48°03′07″N 26°32′12″E / 48.05196°N 26.53656°E | Încărcați imagine | Raportați eroare |
| 37413.08.03 | Situl arheologic de la Arborea - Mălăiște / ansamblu anonim (Categorie: locuire) (Tip: așezare)                                             | sat Arborea, comuna George Enescu | Mălăiște                      | Sântana de Mureș - Cerneahov sec . IV-V          | prof. Ioan Ignat 2010                           | 48°03′07″N 26°32′12″E / 48.05196°N 26.53656°E | Încărcați imagine | Raportați eroare |
| 36211.12.01 | Movila Bortoasă de la Avrămeni / ansamblu anonim (Categorie: descoperire funerară) (Tip: Movilă)                                            | sat Avrămeni, comuna Avrămeni     | Movila Bortoasă               |                                                  | A. Păunescu, P. Șadurschi, V. Chirica 1973      | 48°00′52″N 26°56′03″E / 48.01454°N 26.9341°E  | Încărcați imagine | Raportați eroare |
| 36211.13.01 | Movila La Pădurice de la Avrămeni / ansamblu anonim (Categorie: descoperire funerară) (Tip: Movilă)                                         | sat Avrămeni, comuna Avrămeni     | Movila La Pădurice            |                                                  |                                                 | 48°00′38″N 26°57′56″E / 48.01058°N 26.96559°E | Încărcați imagine | Raportați eroare |
| 36211.14.01 | Movila La Cimitir de la Avrămeni / ansamblu anonim (Categorie: descoperire funerară) (Tip: Movilă)                                          | sat Avrămeni, comuna Avrămeni     | Movila La Cimitir             |                                                  | A. Păunescu, P. Șadurschi, V. Chirica 1973-1974 | 48°00′57″N 26°57′43″E / 48.01578°N 26.96195°E | Încărcați imagine | Raportați eroare |
| 36239.06.01 | Movila din Dealul Șerpăriei de la Aurel Vlaicu / ansamblu anonim (Categorie: descoperire funerară) (Tip: Movilă)                            | sat Aurel Vlaicu, comuna Avrămeni | Movila din Dealul Șerpăriei   |                                                  | prof. I. Melniciuc 1973                         | 47°59′56″N 26°53′51″E / 47.999°N 26.8974°E    | Încărcați imagine | Raportați eroare |